# Annsert Whyte
Annsert Whyte (ur. 10 kwietnia 1987) – jamajski lekkoatleta specjalizujący się w biegach sprinterskich i płotkarskich.
Medalista mistrzostw Jamajki.

## Osiągnięcia
| Rok  | Impreza                    | Miejsce        | Konkurencja                | Lokata     | Wynik |
| ---- | -------------------------- | -------------- | -------------------------- | ---------- | ----- |
| 2011 | Igrzyska panamerykańskie   | Guadalajara    | bieg na 400 m              | eliminacje | 47,57 |
| 2013 | Mistrzostwa świata         | Moskwa         | bieg na 400 m przez płotki | półfinał   | 49,17 |
| 2014 | Igrzyska Wspólnoty Narodów | Glasgow        | bieg na 400 m przez płotki | –          | DNF   |
| 2015 | Mistrzostwa świata         | Pekin          | bieg na 400 m przez płotki | półfinał   | 48,90 |
| 2016 | Igrzyska olimpijskie       | Rio de Janeiro | bieg na 400 m przez płotki | 5. miejsce | 48,07 |
| 2018 | Puchar interkontynentalny  | Ostrawa        | bieg na 400 m przez płotki | 2. miejsce | 48,46 |

## Rekordy życiowe
- Bieg na 400 metrów – 46,19 (2009)
- Bieg na 400 metrów przez płotki – 48,07 (2016)